# Volts
Volts je album australské hard rockové kapely AC/DC, které vyšlo jako součást box setu Bonfire v roce 1997. Album obsahuje alternativní verze písní z alb Let There Be Rock a Highway to Hell a také některé dříve nevydané písně.

## Seznam skladeb
1. "Dirty Eyes" – 3:21
2. "Touch Too Much" – 6:34
3. "If You Want Blood You Got It" – 4:26
4. "Back Seat Confidential" – 5:23
5. "Get It Hot" – 4:15
6. "Sin City" (live) – 4:53
7. "She's Got Balls" (live) – 7:56
8. "School Days" – 5:21
9. "It's A Long Way To The Top (If You Wanna Rock 'n' Roll)" – 5:16
10. "Ride On" – 9:44

- Autory jsou Malcolm Young, Angus Young a Bon Scott kromě písně „School Days“ jejímž autorem je Chuck Berry.

## Obsazení
- Malcolm Young – kytara, doprovodný zpěv
- Angus Young – kytara
- Bon Scott – zpěv
- Phil Rudd – bicí
- Cliff Williams – baskytara, doprovodný zpěv
- Mark Evans – baskytara v písních "Dirty Eyes", "School Days", "It's A Long Way To The Top (If You Wanna Rock 'n' Roll)" a "Ride On"